# Ablutofobie

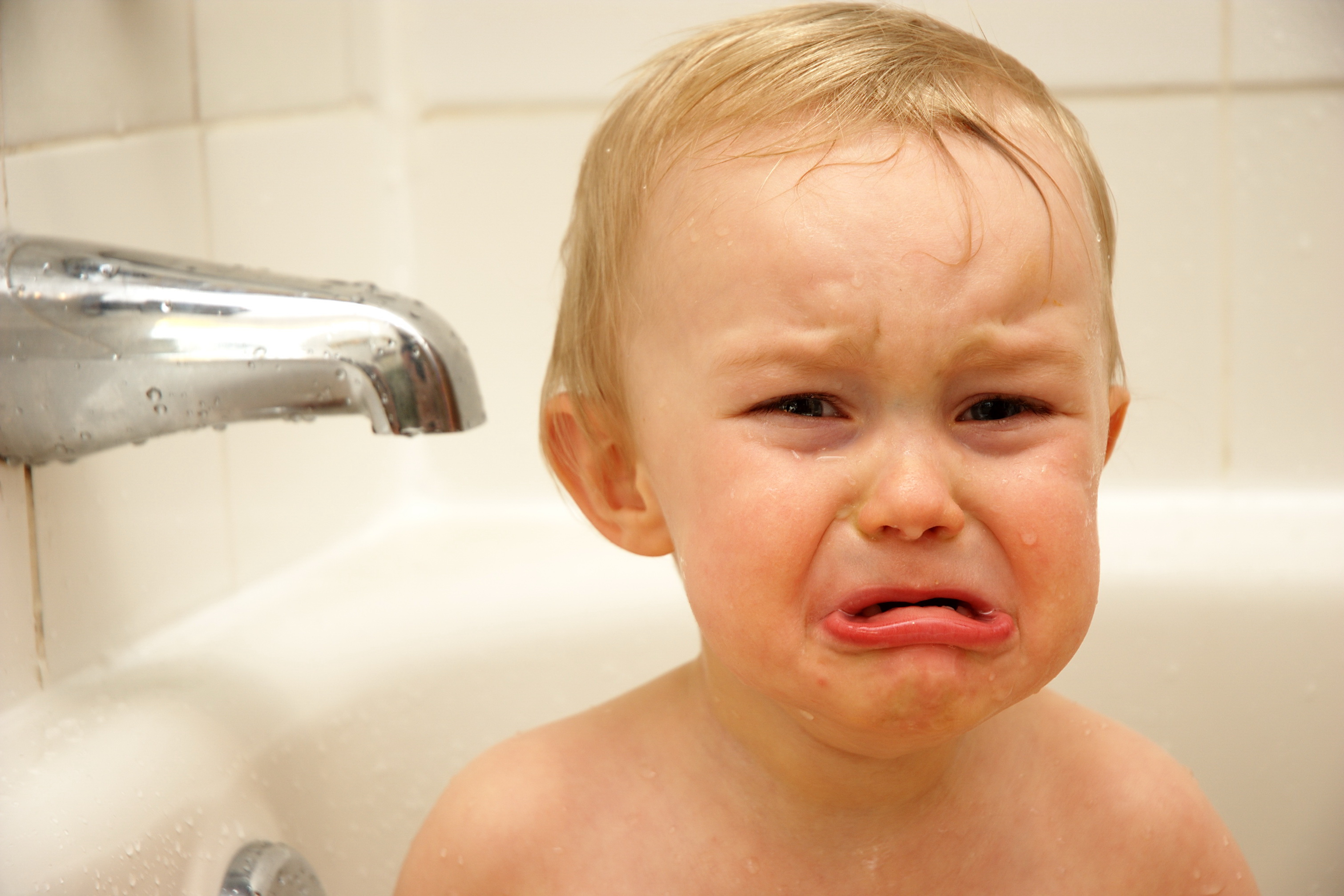
Un copil plângând în timpul băii.

Ablutofobia [din latina ablutio - spălare + greaca phobos/ phobia (φόβος / φοβία) - frică] reprezintă o stare patologică de neliniște sau de frică irațională și obsedantă de a se spăla sau  de a face baie. Este mai frecventă la  copii și femei. 
Ablutofobia se manifestă prin evitarea de a se spăla pe perioade lungi de timp, anxietate excesivă atunci când aceste persoane se gândesc la spălare sau atunci când încearcă să se spele și anxietate și teama atunci când văd pe alții că se spală. Unii dintre cei care au această frică anormală se tem, de asemenea, de apă. Unii se tem că apa le va face rău pielii lor, în timp ce alții se tem de apa caldă sau apa rece; unii se tem de a fi văzuți goi, alții se tem că corpul lor va fi criticat sau comparat cu corpurile altora. Ablutofobia se extinde la evitarea de a face baie, duș  sau de a înota.

## Articole conexe
- Fobie
- Lista alfabetică a fobiilor